# Isola Sant’Antonio
Isola Sant’Antonio – miejscowość i gmina we Włoszech, w regionie Piemont, w prowincji Alessandria.
Według danych na styczeń 2010 gminę zamieszkiwały 754 osoby przy gęstości zaludnienia 31,5 os./1 km².